# Giorgos Zanias
Giorgos P. Zanias (griechisch Γιώργος Π. Ζανιάς, auch Georgios P. Zanias, George P. Zanias; * 16. August 1955 in Orchomenos) ist ein griechischer Wirtschaftswissenschaftler. Er war Finanzminister im Kabinett Pikrammenos.

## Karriere
Zanias studierte an der Wirtschaftsuniversität Athen und an der University of Reading, wo 1979 er mit dem Diplom und 1980 mit dem Master of Science in Agrarökonomie abschloss. Seinen Doktortitel erlangte er 1983 an der Universität Oxford. Von 1983 bis 1986 war er Lehrbeauftragter an der Universität Oxford und von 1987 bis 1991 Assistenzprofessor an der Universität Kreta. Von 1991 bis 1995 war Zanias außerordentlicher Professor an der Landwirtschaftlichen Universität Athen und von 1995 bis 2004 an der Wirtschaftsuniversität Athen. Gleichzeitig war er von 1998 bis 2001 Präsident und wissenschaftlicher Direktor des Zentrums für Planung und Finanzen (KEPE) und von 2001 bis 2004 Generalsekretär im griechischen Ministerium für Wirtschaft und Finanzen. Zuletzt war Zanias ordentlicher Professor für Finanzen und Leiter der Abteilung für Internationale und Europäische Wirtschaftsstudien der Wirtschaftsuniversität Athen. 
Seine Forschungsschwerpunkte sind angewandte Ökonometrie, ländliche Entwicklung und internationale Entwicklung. 
Zanias war als Experte der Europäischen Kommission, der Weltbank und der UNO tätig. Er verfasste auch Kolumnen für To Vima Sonntag.

## Schriften (Auswahl)
Herausgeberschaften
- (mit John M. Antle, Joseph N. Lekakis) Agriculture, Trade and the Environment: The Impact of Liberalisation on Sustainable Development. Edward Elgar, Cheltenham 1998, ISBN 1-85898-783-0.
- (mit Michael R. Redclift, Joseph N. Lekakis) Agriculture and World Trade Liberalisation: Socio-environmental Perspectives on the Common Agricultural Policy. CABI, Oxon 1999, ISBN 0-85199-297-8.